# Palosaari (ö i Finland, Mellersta Finland, Keuruu, lat 62,32, long 24,14)
Palosaari är en ö i Finland. Den ligger i sjön Hankajärvi och i kommunen Keuru i den ekonomiska regionen  Keuru ekonomiska region  och landskapet Mellersta Finland, i den sydvästra delen av landet, 240 km norr om huvudstaden Helsingfors. Öns area är 0,1 hektar och dess största längd är 50 meter i sydöst-nordvästlig riktning.